# Andrzej Kotnowski
Andrzej Tadeusz Kotnowski (ur. 18 stycznia 1938, zm. 28 listopada 2021) – inżynier budownictwa, podróżnik i fotograf, Radny Warszawy (1994–1998).

## Życiorys
W 1955 zdał maturę w Gimnazjum im. M. Kopernika w Łodzi. W 1961 uzyskał tytuł inżyniera na Wydziale Budownictwa Lądowego na Politechnice Łódzkiej. W czasie studiów pracował jako przewodnik grup turystycznych Zrzeszenia Studentów Polskich oraz odbył staż zawodowy wyjechał do Kairu, gdzie pracował w The Misr Development Concrete Company. Po studiach pracował początkowo jako asystent Katedrze Budownictwa Żelbetowego Politechniki Łódzkiej. Następnie wyjechał do Warszawy.
W Warszawie studiował afrykanistykę na Uniwersytecie Warszawskim oraz podjął pracę w przedsiębiorstwie budownictwa przemysłowego, w którym pracował jako główny inżynier i kierownik budowy. W 1981 przebywał w Iraku, gdzie pracował przy elektryfikacji kraju. W 1986 został dyrektorem przedsiębiorstwa Budownictwa Przemysłowego „Budokor”, zatrudniającego 1350 pracowników. Przedsiębiorstwo pod jego dyrekcją realizowało osiedla mieszkaniowe w RFN, osiedla w Warszawie, zakładów Ursusa i fabryki półprzewodników. W 1991 przeprowadził prywatyzację „Budokoru”, przekształcając je w spółkę akcyjną. W latach 90. XX w. przedsiębiorstwo realizowało m.in. budowę fabrykę Forda w Płońsku i fabrykę puszek w Radomsku. Po konflikcie z niemieckimi akcjonariuszami firmy przeniósł się do firmy Mostostal-Eksport SA, gdzie zajął się tworzeniem Biura Realizacji Krajowych, w ramach którego firma zrealizowała m.in.: siedziby Banku Przemysłowo-Handlowego w Krakowie i Opolu, biurowiec Focus (we współpracy z ITB) oraz osiedle EKO-Park na Polu Mokotowskim.
Jako inżynier, przewodnik turystyczny, a także prywatnie, odbywał liczne podróże po świecie, odwiedził m.in.: Afganistan, Algierę, Austrię, Botswanę, Chiny, Czechy, Fidżi, Grecję, Hiszpanię, Indie, Koreę Północną, Namibię, Nepal, Niemcy, Pakistan, Singapur, Stany Zjednoczone, Sudan, Tajlandię, Turcję, Węgry, Włochy i Zimbabwe. Po przejściu na emeryturę założył wydawnictwo książkowe AKOT, za którego pośrednictwem wydał liczne albumy fotograficzne zawierające zdjęcia z odbytych podróży i tomik poezji sufickiej. W latach 80. XX w. był członkiem Polskiego Towarzystwa Przyjaciół Nauk o Ziemi. W latach 1994–1998 był Radnym Warszawy.

## Życie prywatne
Miał żonę Barbarę. Został pochowany na cmentarzu Wojskowym na Powązkach (kwatera: B 36, rząd: 1, grób: 18).

## Publikacje
- Ameryka Łacińska, Andrzej Kotnowski-Akot, 2012, ISBN 978-83-934550-0-3
- Azania: zanikające piękno, Andrzej Kotnowski – AKOT, 2006, ISBN 978-83-921211-3-8[7]
- Japonia: kraj wschodzącego słońca, Andrzej Kotnowski – AKOT, 2018, ISBN 978-83-939773-8-3
- Jedwabny szlak w fotografii Andrzeja Kotnowskiego, Andrzej Kotnowski, 2019, ISBN 978-83-939773-4-5
- Jemen: kraj mirry, kadzidła i khatu, Wydawnictwo AKOT, 2020, ISBN 978-83-921211-1-4
- Magia Indii, Medyk, 2001, ISBN 978-83-87340-92-6
- Modlitwy sufich, Wydawnictwo AKOT, Warszawa 2006, ISBN 83-921211-2-0 [współautor: Janusz Krzyżowski]
- Oblicza Afryki, Andrzej Kotnowski – AKOT, 2008, ISBN 978-83-921211-6-9
- Oceania po Australię, we współpracy z Biurem Turystyki ZNP LogosTour, 2016, ISBN 978-83-939773-5-2
- Państwo Środka, Andrzej Kotnowski – AKOT, 2007, ISBN 978-83-921211-4-5
- Podróże przez 7 kontynentów, Andrzej Kotnowski – AKOT, 2011, ISBN 978-83-921211-9-0
- Nowa Europa, stary kontynent, Andrzej Kotnowski – AKOT, 2018, ISBN 978-83-939773-6-9 [współautorka: Zuzanna Abrysowska-Luty]
- Sutry w kamieniu kute, Wydawnictwo AKOT, 2019, ISBN 978-83-939773-9-0

## Wyróżnienia
- Nagroda 3. stopnia – za rozwiązania technologiczne i konstrukcyjne,
- Srebrny Krzyż Zasługi,
- Krzyż Kawalerski Orderu Odrodzenia Polski,
- Krzyż Oficerski Orderu Odrodzenia Polski[3],
- Krzyż Komandorski Orderu Odrodzenia Polski (2001) – za wybitne zasługi dla rozwoju budownictwa, za osiągnięcia w zarządzaniu jednostkami gospodarczymi (M.P. z 2001 r. nr 45, poz. 726).